# Bilebhavi, Koppal
Bilebhavi là một làng thuộc tehsil Koppal, huyện Koppal, bang Karnataka, Ấn Độ.